# Budova č. 2 v ulici Andrzeja Niegolewskiego ve Štětíně
Budova č. 2 v ulici Andrzeja Niegolewskiego je pětipodlažní budova na rohu ulic Mieczysława Niedziałkowskiego a Andrzeja Niegolewskiego na sídlišti Śródmieście-Północ, ve štětínské čtvrti Śródmieście. Je to jediná budova, která přežila z předválečného komplexu základních škol pro chlapce (Gneisenau-Knabenschule) a dívky (Gneisenau-Mädchenschule).

## Dějiny
V letech 1899–1901 na východní straně dnešní ulice Andrzeja Niegolewskiego (před rokem 1945: Gneisenaustraße) byly postaveny dvě novogotické budovy základní školy se společnou tělocvičnou. Budova v rohu s dnešní Velkopolskou ulicí měla adresu Gneisenaustraße 1 a byla obsazena školou pro chlapce a budova v rohu s dnešní ulicí Niedziałkowskiego měla adresu Gneisenaustraße 2 a byla v ní škola pro dívky. Během bombardování Štětína v noci z 29. na 30. srpna 1944 školy utrpěly. Část areálu obsazená chlapeckou školou a tělocvičnou byla zcela zničena a část patřící dívčí škole shořela. Po druhé světové válce byly pozůstatky zničených budov zbořeny, zachovány byly pouze ruiny dívčí školy, spojnice s tělocvičnou a fragment plotu. Poškozená dívčí škola byla přestavěna ve změněné podobě, na místě bývalého podkroví bylo postaveno další patro. Po rekonstrukci se budova stala internátem Komplexu stavebních škol a byla propojena novou stavbou s nedalekou hlavní budovou školy.

## Galerie

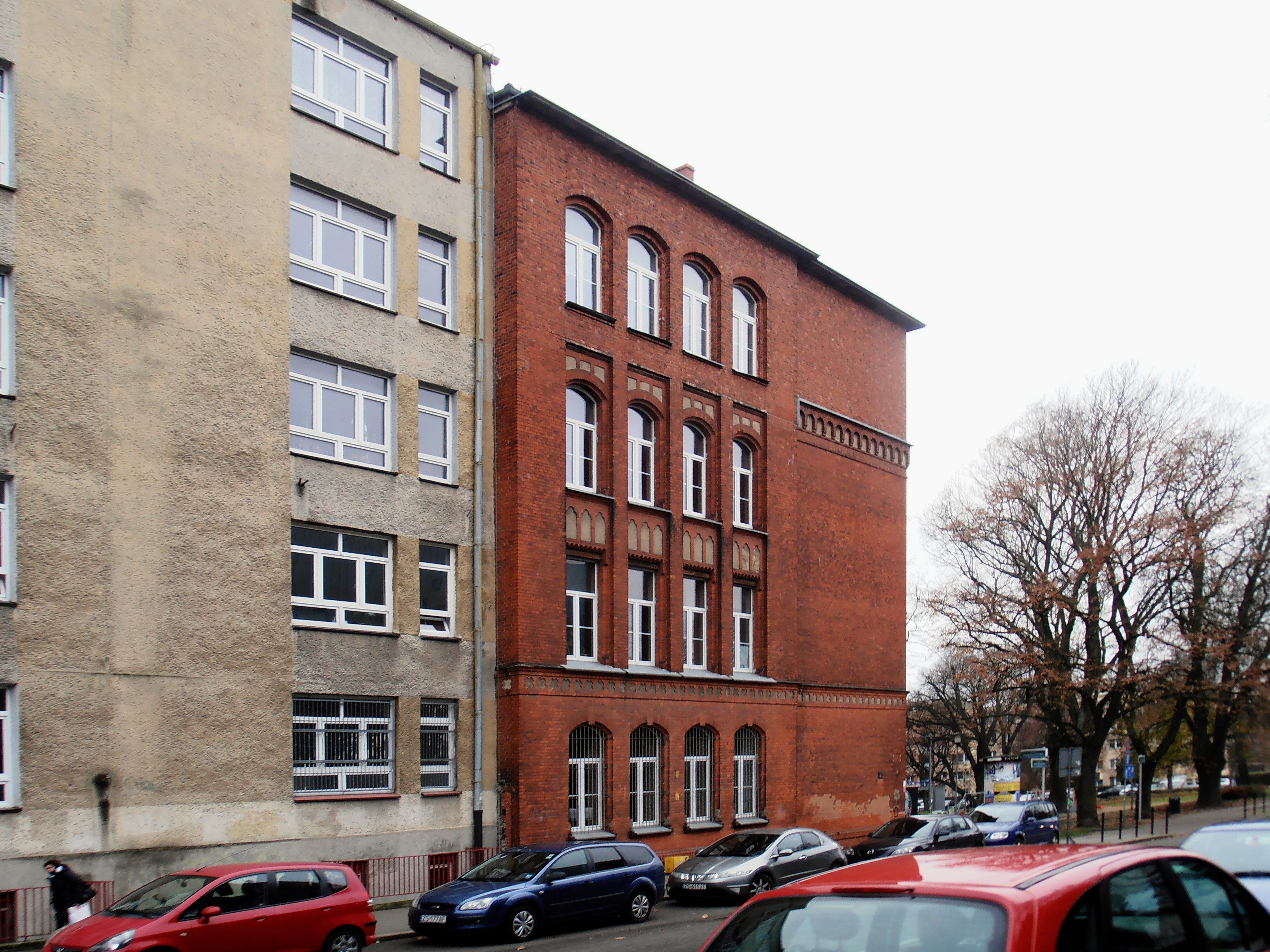
Pohled na budovu ze strany ulice Niedziałkowskiego
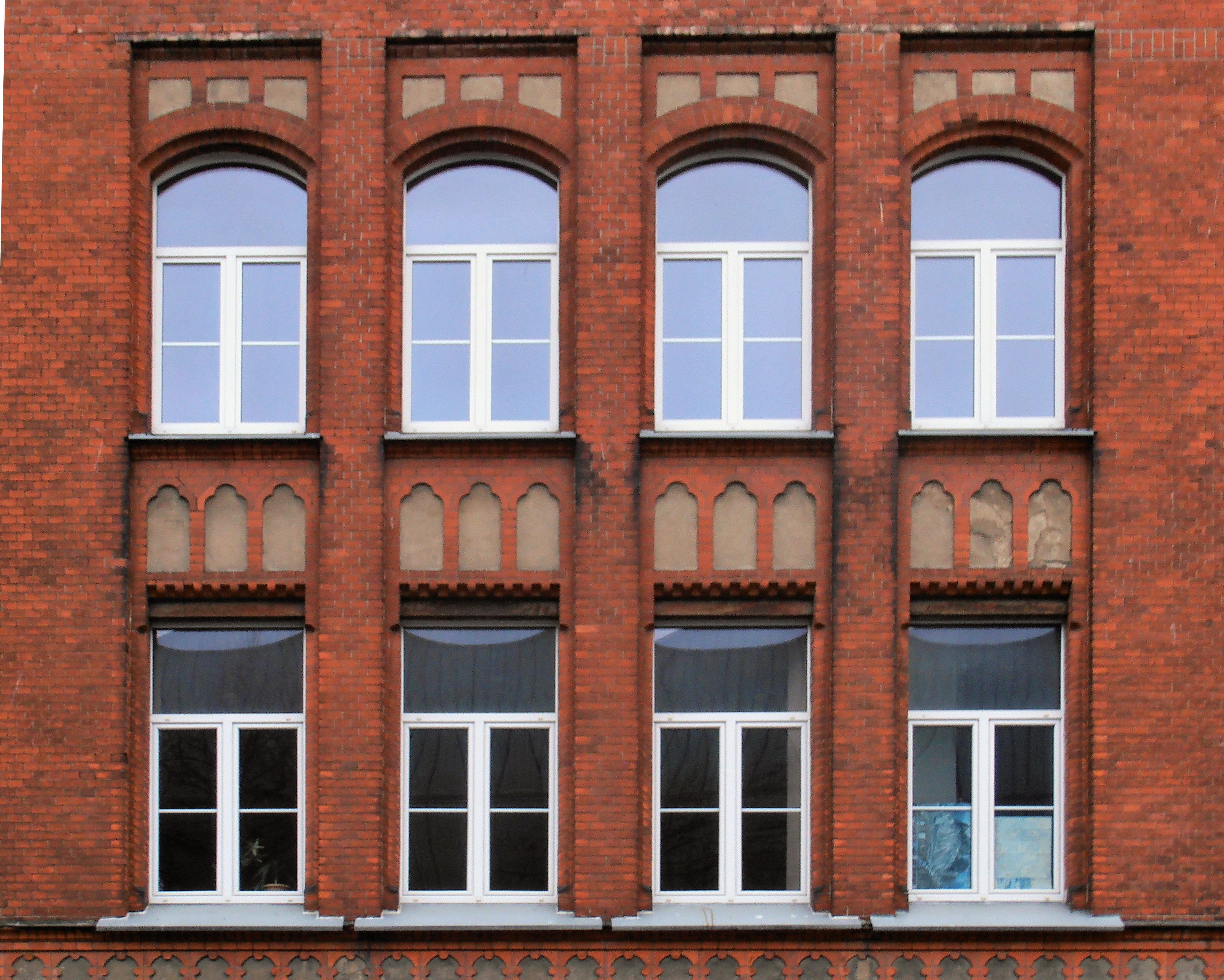
Zachovaná výzdoba prvního a druhého patra
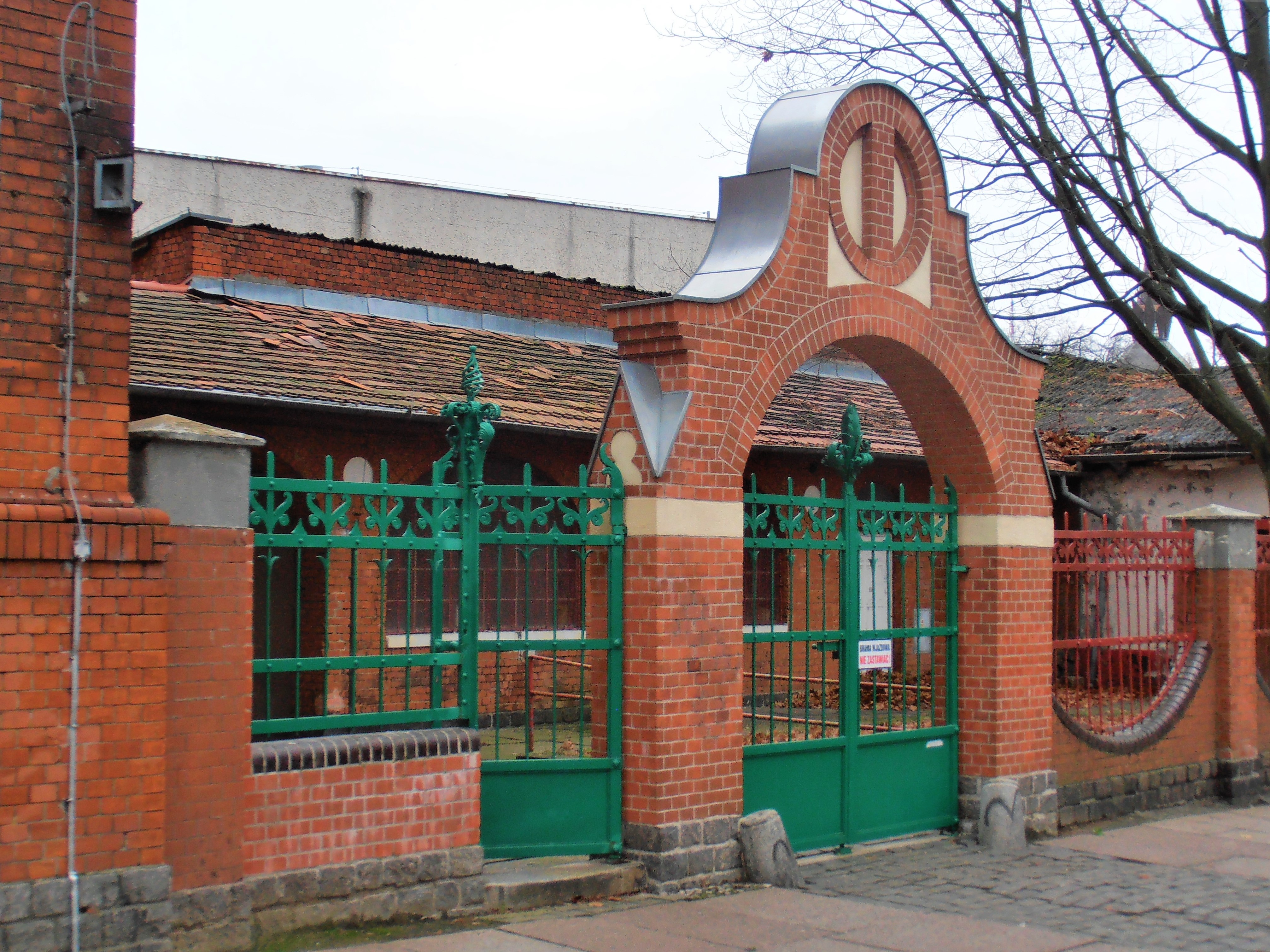
Fragment původního plotu
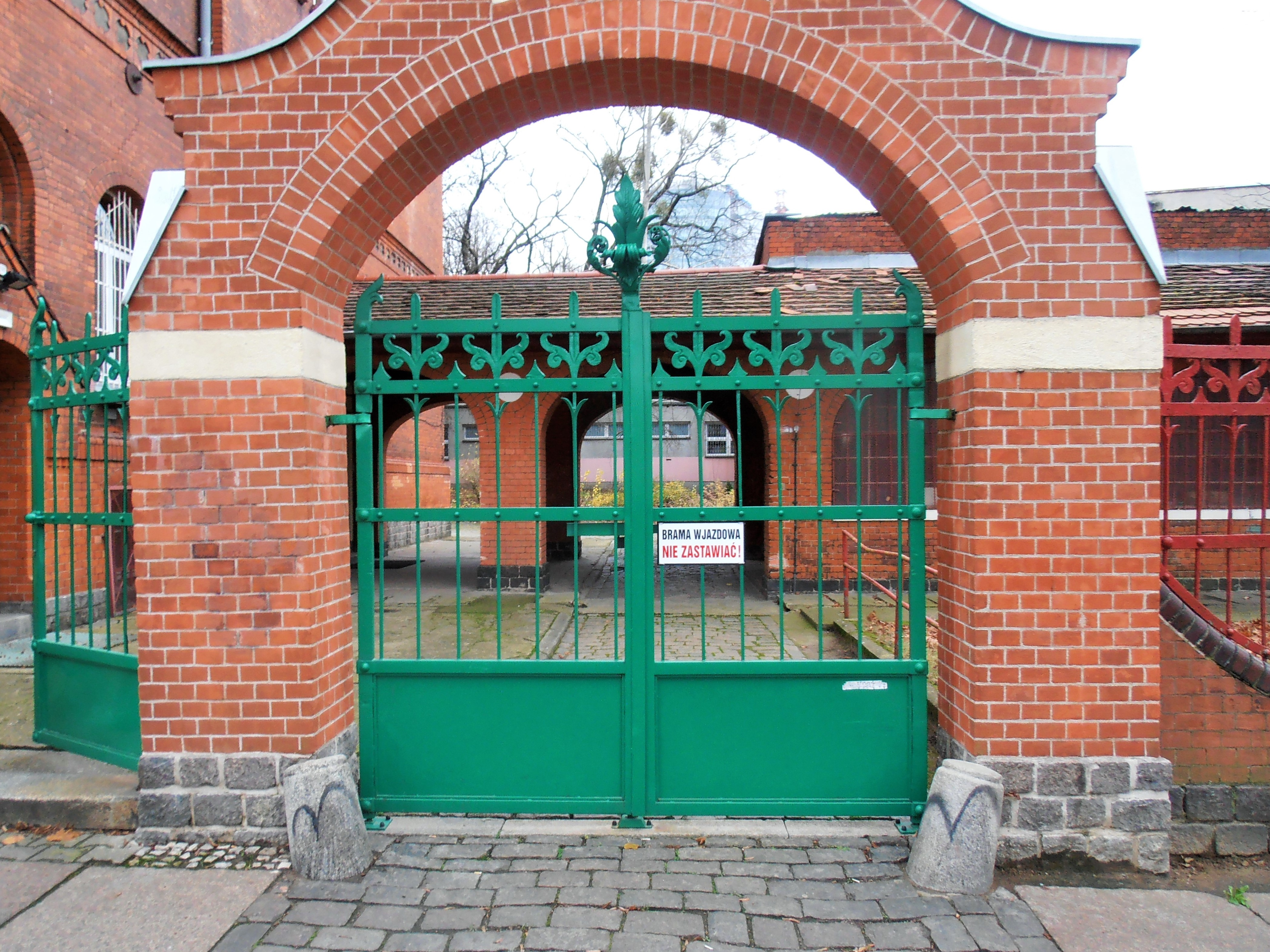
Dekorativní vstupní brána